# Pulau Layang (Pampangan)
Pulau Layang is een bestuurslaag in het regentschap Ogan Komering Ilir van de provincie Zuid-Sumatra, Indonesië. Pulau Layang telt 1124 inwoners (volkstelling 2010).